# Дун (гора)
Дун (англ. Doune Hill, валл. Doune Hill) — гора в Западной Шотландии, высшая точка хребта Лусс-Хиллз. Находится недалеко от деревни Ласс к западу от озера Лох-Ломонд. Расположена на территории национального парка Лох-Ломонд-энд-те-Троссахс. Высота составляет 734 метра. Гора пользуется популярностью среди любителей пеших прогулок.
Климат района классифицируется как умеренный. Средняя температура составляет 5 °C. Самый теплый месяц — июль при 12 °C, а самый холодный — ноябрь при 0 °C.